# Schwalmtal (Hesse)
Schwalmtal é um município da Alemanha, situado no distrito de Vogelsberg, no estado de Hesse. Tem 54,21 km² de área, e sua população em 2019 foi estimada em 2.789 habitantes.